# Ariadna snellemanni
Espèce
Synonymes
- Segestria snellemanni van Hasselt, 1882

Ariadna snellemanni est une espèce d'araignées aranéomorphes de la famille des Segestriidae.

## Distribution
Cette espèce se rencontre en Indonésie à Sumatra et aux îles Krakatoa et aux Philippines.

## Publication originale
- Hasselt, 1882 : Araneae. Midden Sumatra IV. 3de Aflev. Naturlijke Historie. Leiden, vol. 11A, p. 1-56.